# Arsacydzi
Arsacydzi – dynastia pochodzenia irańskiego, od 238 p.n.e. do 226 n.e. panująca w Iranie (Królestwo Partów), a w latach 62–428 n.e. także w Armenii.
Założycielem dynastii był Arsakes (247 p.n.e.–pomiędzy 217 a 214 p.n.e.), król koczowniczych Parnów, którzy ok. 238 p.n.e. dokonali inwazji Partii. W latach czterdziestych II w. p.n.e. partyjski król Mitrydates I opanował większość terytorium Iranu i Mezopotamii, należących wówczas do hellenistycznego imperium Seleucydów. W okresie największej potęgi państwo Partów-Arsacydów obejmowało terytorium dzisiejszego Iranu, Afganistanu, Iraku, oraz południową część Azji Środkowej. Od panowania Wononesa I (8/9–15) z przerwami, zaś od czasów Tiridatesa I (54–59, 62–ok. 72) stale Arsacydzi rządzili także w Armenii, aż do roku 428. Państwo Partów miało złożoną strukturę dzielnicową, składało się z szeregu królestw, księstw, prowincji i miast połączonych z dynastią Arsacydów feudalnymi więzami zależności. Kultura partyjska była zaś polem krzyżowania się wpływów hellenistycznych i rodzimej tradycji irańskiej, co miało wyraz nawet w ideologii władzy samych Arsacydów: używali zarówno tytulatury perskiej (tytułu „król królów”), jak i hellenistycznej (greckie przydomki, deifikacja władcy w inskrypcjach greckich). Jako języków urzędowych używano greckiego, jak w państwie Seleucydów, jak również aramejskiego, jak w imperium Achemenidów. Zarówno w Iranie jak i Armenii dynastia została pozbawiona władzy przez Sasanidów.

## Najsłynniejsi władcy
W Iranie:
- Arsakes (247 p.n.e. – pomiędzy 217 a 214 p.n.e.)
- Mitrydates I (171 – 138 p.n.e.)
- Mitrydates II Wielki (123 – 87 p.n.e.)
- Orodes II (57 – 37 p.n.e.)

W Armenii:
- Tiridates I (54 – 59, 62 – ok. 72)
- Tiridates III (262 – 317)